# Lion de l'Atlas
Panthera leo leo
Pour les articles homonymes, voir Panthera leo leo.
Sous-espèce
Statut de conservation UICN

 EW : Éteint à l'état sauvage
Répartition géographique
Le lion de l'Atlas (Panthera leo leo), également appelé lion de Barbarie, est une sous-espèce de lions, aujourd'hui éteinte à l'état sauvage. On le trouvait autrefois dans toute l'Afrique du Nord. Les derniers spécimens sauvages ont disparu vers le milieu du XXe siècle. Moins d'une centaine de lions de l'Atlas subsistent en captivité.
L'ours de l'Atlas et le léopard de Barbarie, les deux autres principaux prédateurs d'Afrique du Nord, sont désormais, respectivement, disparus et près de l'extinction.

## Description
Il est caractérisé par une crinière beaucoup plus volumineuse que celle de ses cousins subsahariens, très sombre voire noire et allant jusqu'au milieu du ventre. Cette crinière serait due à son environnement plus tempéré de vie, et n'est donc pas un moyen d'identification fiable de la sous-espèce.
Le lion de l'Atlas adulte a une longueur de 2,35 à 2,80 m (de longueur totale avec la queue), une hauteur de garrot de 1,20 m et pèse entre 190 et 240 kg. Les femelles mesurent jusqu'à 2,50 m (longueur totale de la tête à la queue), pour un poids de 115 à 180 kg.
Dans les récits historiques, le poids des mâles sauvages aurait été de 270 à 300 kg. Cependant, l'exactitude de ces données est discutable ; la taille de population des lions d'Atlas  en captivité était trop petite pour pouvoir déterminer s'il s'agissait de la sous-espèce de lion la plus imposante.
Son crâne mesure entre 30,85 cm et 37,23 cm de long.
La durée de gestation des lionnes serait de 100 à 116 jours, avec 2 à 4 petits par portée. Les lions de l'Atlas auraient une longévité de 30 ans.
Le nom scientifique Panthera leo leo désigne à présent le Lion d'Afrique.

## Histoire
Les Romains utilisaient des lions de Barbarie dans leurs amphithéâtres pour les combats de gladiateurs. Au Moyen Âge, les lions conservés dans la ménagerie de la Tour de Londres étaient des lions de Barbarie, preuve apportée par des tests ADN sur les deux crânes bien conservés dans la tour en 1937. La datation au carbone 14 a évalué les crânes aux environs de 1280-1385 pour l'un et 1420-1480 pour l'autre. Des fossiles appartenant au Lion de l'Atlas datant d'entre 100 000 à 110 000 ans ont été découverts dans la grotte de Bizmoune, près d'Essaouira. Le Dr Nobuyuki Yamaguchi, de l'Unité de conservation de la faune à l'Université d'Oxford, a indiqué que la croissance des civilisations le long du Nil et dans la péninsule du Sinaï au début du IIe millénaire av. J.-C., avait ainsi isolé les populations de lions.
Au XVIIIe siècle, le lion de l'Atlas est présent des montagnes de l'Atlas jusqu'aux rives de la Méditerranée, puis une pratique accrue de la chasse au XIXe siècle réduit sa présence à quelques populations résiduelles au Maghreb, jusqu'à son extinction au cours du XXe siècle. Jusqu’à il y a environ 100 ans, le lion a survécu à l'état sauvage au nord-ouest de l'Afrique, zone correspondant à l'Algérie, à la Tunisie et au Maroc. Le dernier spécimen sauvage fut vraisemblablement abattu en 1942 à Taddert dans l'Atlas marocain (versant nord du Tizi n'Tichka) ou aurait disparu lors de la destruction des forêts au nord de Sétif en 1958.
| Année     | 1877 | 1878 | 1879 | 1880 | 1881 | 1887 | 1891 | 1892 |
| Lions     | 3    | 4    | 5    | 3    | 1    | ?    | 1    | ?    |
| Panthères | 2    | 7    | 5    | 7    | 2    | 8    | 2    | 4    |

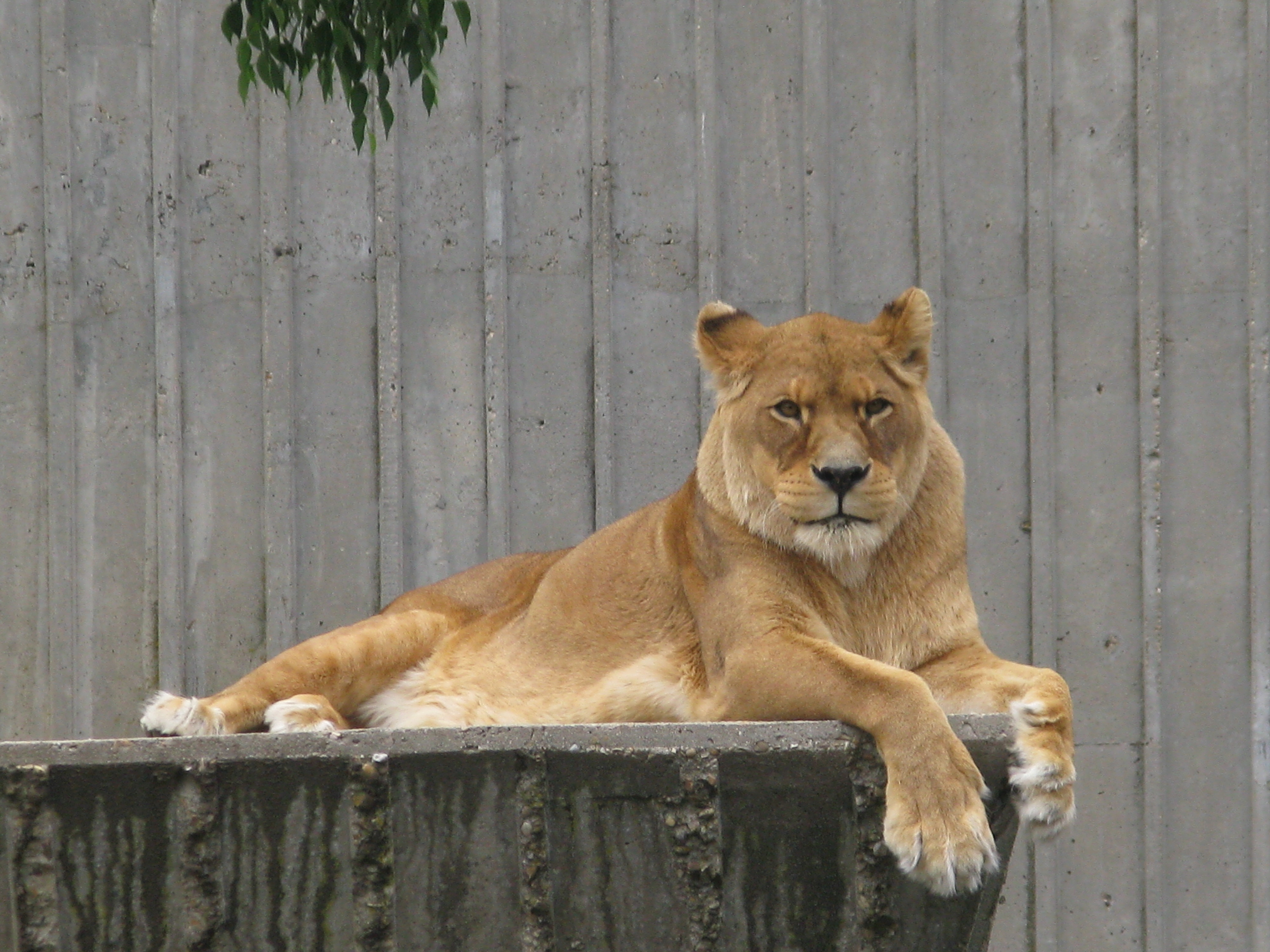
Une lionne de l'Atlas au zoo de Madrid.
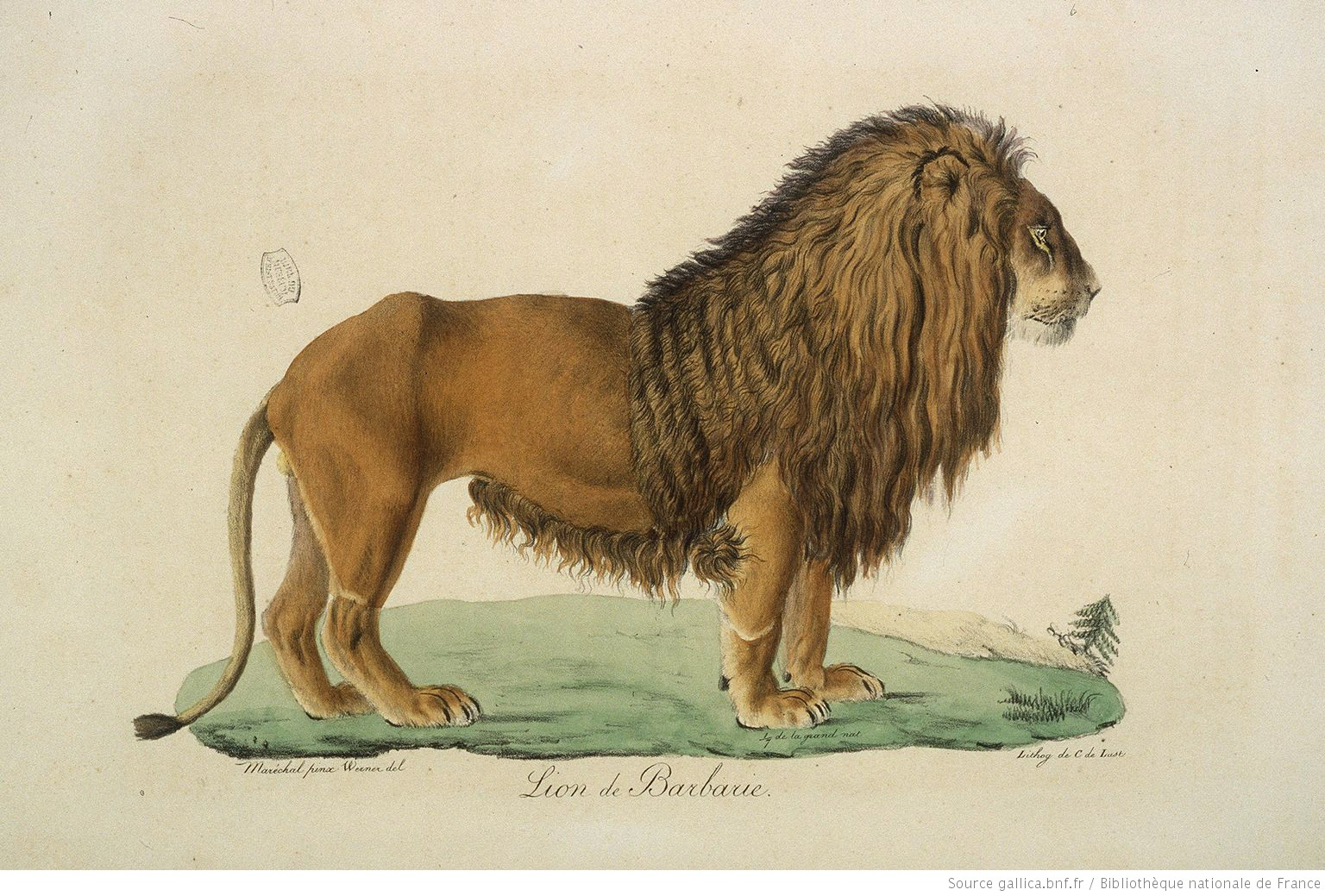
Lion de Barbarie en Algérie, dessin de Jacques Christophe Werner, 1819.
Une Chasse aux lions en Algérie (Boys' Hunting Book, 1890).
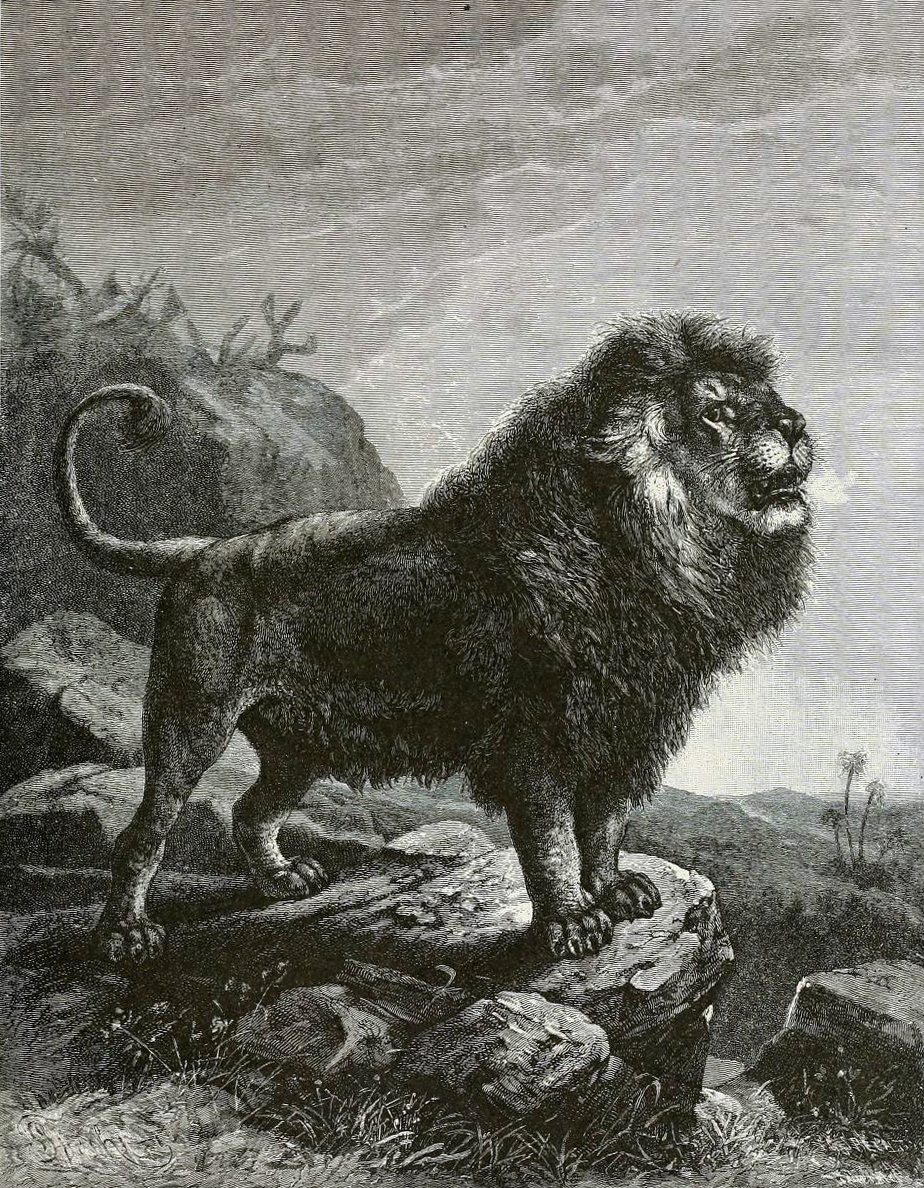
Un lion de Barbarie (gravure de 1898).
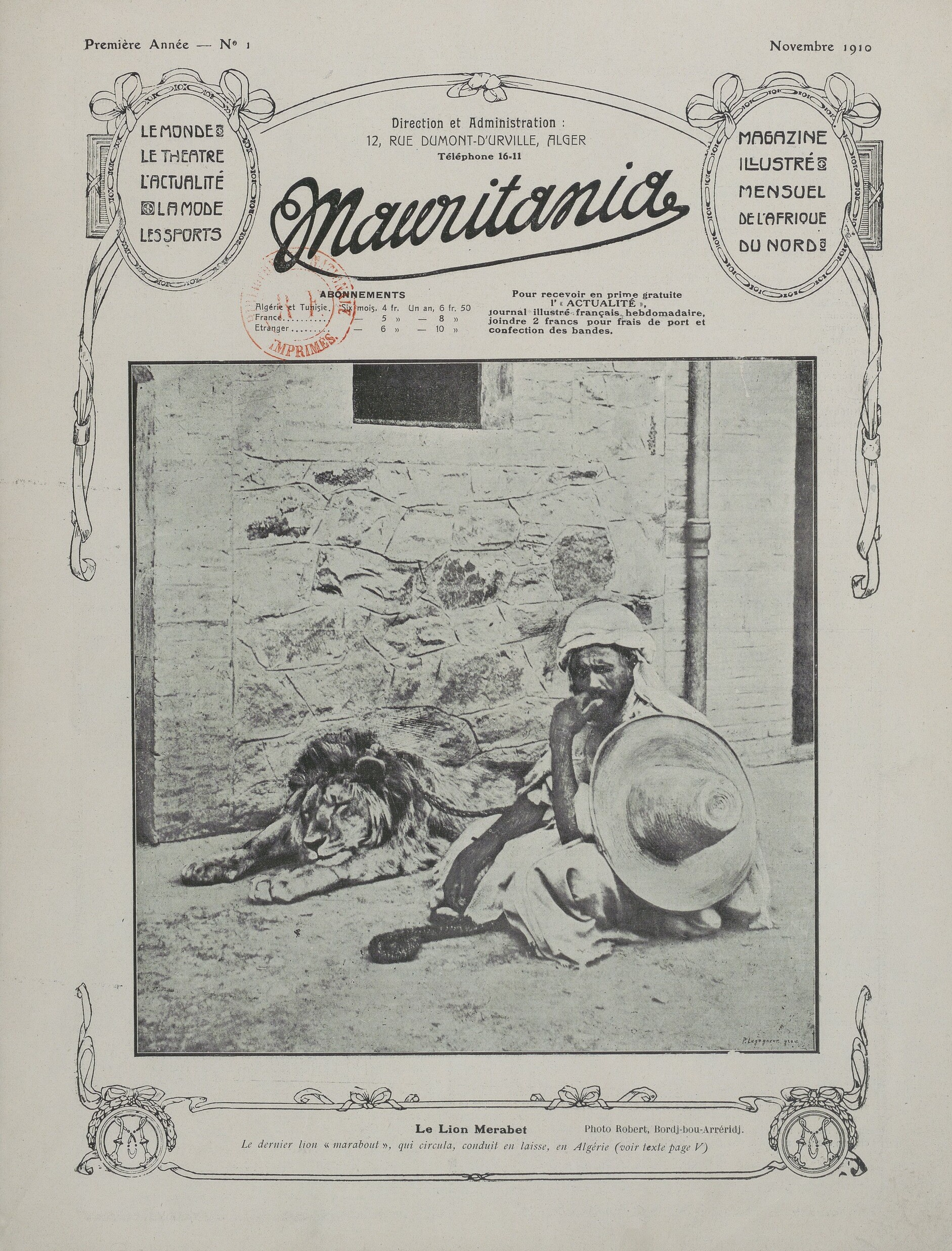
Un lion « marabout » photographié à Bordj Bou Arreridj en Algérie en 1910.
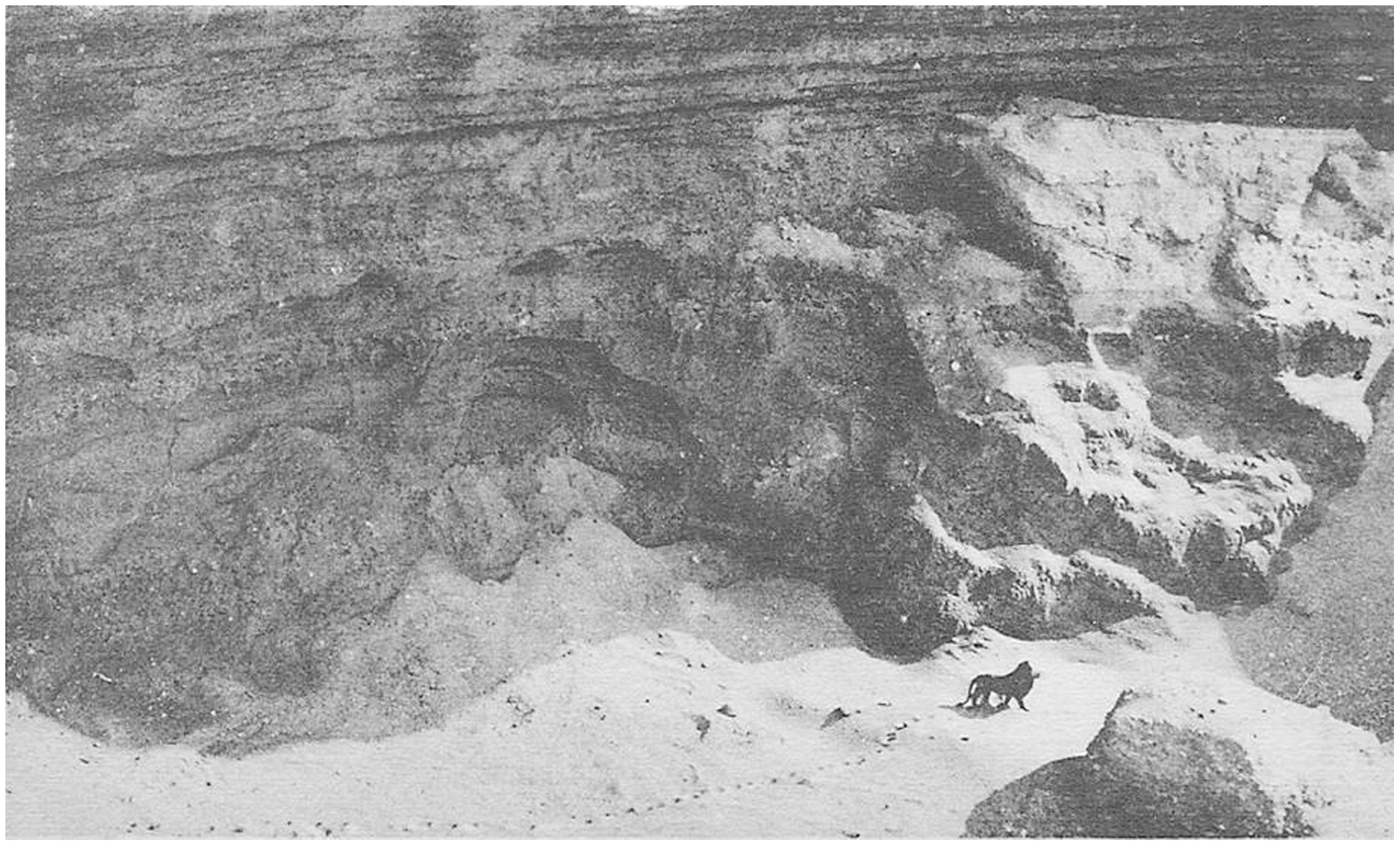
Dernière photographie d'un lion de l'Atlas sauvage au Maroc, prise en 1925 par Marcelin Flandrin[10].
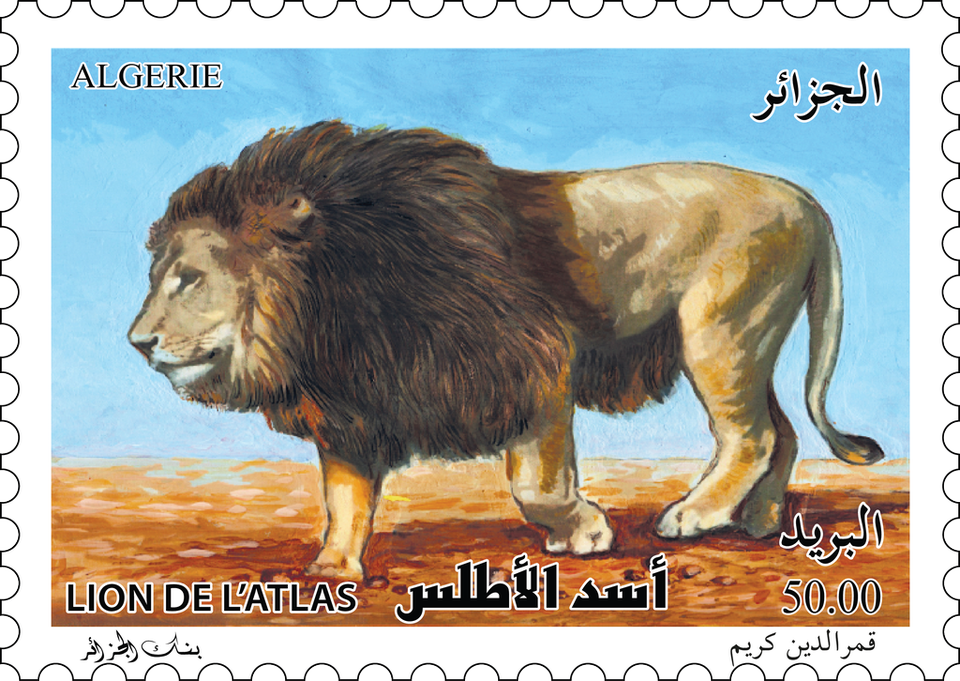
Un lion de l'Atlas sur un timbre algérien.

Le 17 février 2024, la découverte d'un cadavre de lionne en bordure du village de Zenouna (commune d'El Achir, wilaya de Bordj Bou Arreridj, en Algérie) pousse un certain nombre d'internautes à s'interroger quant à une éventuelle survie de la sous-espèce à l'état sauvage, même s'il est beaucoup plus probable qu'il s'agisse en réalité d'un lion africain appartenant à un zoo ou un particulier.

## Lions en captivité et descendants
Cette sous-espèce est considérée comme éteinte à l'état sauvage. Quelques spécimens, environ 90, sont encore conservés dans certains parcs zoologiques ou musées naturelles, comme ceux de Rabat, du Port Lympne Wild Animal Park au Royaume-Uni, de Madrid, du Parc zoologique des Sables-d'Olonne, du Musée d'histoire naturelle de Paris ... Tous ces derniers lions de l'Atlas pourraient être des « hybrides » comptant peut-être des lions d'Afrique (sub-saharienne) parmi leurs ascendants.
Le jardin zoologique de Rabat préserve une population d’environ 22 lions depuis plusieurs années. Ces lions voient leur effectif augmenter (3 naissances en décembre 2011). En 2023, cette population atteint environ 38 lions ce qui représente la plus grande population de cette espèce.

## Dans la culture populaire
Les joueurs de l'équipe national de football du Maroc sont surnommés Les Lions de l’Atlas.